# Blade of the Immortal (filme)
Blade of the Immortal (無限の住人, Mugen no jūnin) é um filme de samurai de 2017 estrelando Takuya Kimura e Hana Sugisaki e dirigido por Takashi Miike. É baseado no mangá de mesmo nome de Hiroaki Samura. A narrativa se concentra no samurai imortal Manji (Kimura), que se torna o guarda-costas de um adolescente órfã chamada Rin Asano (Sugisaki) enquanto eles partem em uma jornada de vingança contra os membros dos samurais Ittō-ryū que mataram os pais de Rin.
Miike explorou diferentes temas na história, como vingança, mas de uma maneira mais complexa, visto que vê Manji como um "herói sombrio", enquanto a equipe também achou difícil escrever várias cenas de luta para o tempo do filme. O diretor escolheu Kimura para o papel de Manji devido à grande popularidade do ator, algo que ele sentiu ser semelhante ao mangá original que ele também achou popular. Sugisaki, por outro lado, foi escolhida por seu papel enérgico em um comercial. O filme estreou fora da competição no Festival de Cinema de Cannes de 2017, e foi lançado nos cinemas do Japão pela Warner Bros. Pictures em 29 de abril de 2017.
Com faturamento de US $ 8,40 milhões, o filme não alcançou o sucesso esperado. No entanto, o filme obteve uma resposta geralmente positiva da crítica pelo manejo das cenas de luta e pela relação entre os dois protagonistas. Também obteve boas vendas no Japão em mídia doméstica. Samura expressou satisfação ao assistir ao produto final. Foi indicado a dois prêmios, mas não ganhou nenhum deles.

## Enredo
Manji é um samurai em fuga após seguir a ordem de seu superior para matar um Senhor corrupto e seus seguidores. Manji escolhe então cuidar de sua agora irmã louca Machi. Enquanto fugia, Machi é feita refém por um grande grupo de rōnin em busca de uma recompensa pela cabeça de Manji. Quando Manji cumpre as exigências do rōnin, o rōnin tenta matar Machi. Em retaliação, Manji mata todos os membros do grupo, mas é mortalmente ferido. Como não havia mais nada pelo que viver, ele aceita sua morte, mas Yaobikuni implanta "vermes sagrados" em seu corpo, que o curam.
Cinquenta e dois anos depois, agora uma imortal sem idade, Manji é abordado por uma jovem chamada Rin Asano, que pede sua ajuda como guarda-costas para ajudar a vingar a morte de seu pai, Kurose, nas mãos de Kagehisa Anotsu e de Ittō-ryū, uma sociedade de assassinos samurai que Anotsu lidera. Manji relutantemente concorda quando um membro Ittō-ryū, Sabato Kuroi, que tinha a cabeça decepada da mãe de Rin, montada em seu ombro esquerdo. A notícia da morte de Sabato chega a Kagehisa após estabelecer o contrato do Ittō-ryū com Kagimura Habaki por um lugar no shogunato, enviando Taito Magatsu para lidar com Rin e seu guarda-costas. Magatsu é derrotado, mas é poupado ao revelar a imortalidade de Manji aos outros membros da Ittō-ryū. Manji mais tarde encontra o membro da Ittō-ryū Eiku Shizuma, mas é derrotado.
Manji e Rin então chegam a Fukagawa, onde encontram o fiel seguidor de Kagehisa, Makie Otono-Tachibana. Enquanto Makie estava em vantagem, ela não consegue matar Manji. Ela revela que tem se perguntado se está lutando pela causa certa e que já pensou em deixar o grupo. Rin intervém, dizendo que ela busca vingança por causa da morte de seus pais que ela amava e Makie fica em silêncio. A dupla mais tarde encontra o Mugai-ryū, descobrindo que Kagehisa está indo para o Monte Takeo para recrutar um mestre do dojo. Um membro do Mugai-ryū, Shira, ataca Rin depois que ela interveio em sua tentativa de estuprar uma prostituta que o Ittō-ryū contratou para se passar por Kagehisa. Quando ele está prestes a matá-la, Manji dá uma mão, mas o deixa fugir. Após o encontro de Rin com a verdadeira Kagehisa e descobrir que as ações de Kagehisa foram influenciadas pela história entre seus avós Takayoshi Asano e Saburō Anotsu, Rin deixa Manji para continuar sua caça sozinha enquanto ele tenta encontrá-la.
Quando Kagehisa chega ao Monte Takao, ele é traído por Habaki, que armou uma emboscada. Separadamente, Manji e Makie chegam logo depois, resultando em uma batalha épica enquanto Makie se sacrifica para proteger Kagehisa. Enquanto isso, depois de matar centenas em outra parte do mesmo campo de batalha enquanto Kegehisa está sendo traída, Manji corre atrás de Shira enquanto ele sequestra Rin para vingar Manji que havia cortado sua mão. Shira exige que Manji se desarme, mas Manji está ciente da duplicidade de Shira, usando então um pequeno dardo escondido para cortar a corda com a qual Rin está amarrada. Eles se envolvem em uma luta e Manji envia Shira em espiral para a morte de um penhasco. Embora enfraquecido e ensanguentado, Kagehisa mata Habaki, e então ele encontra Manji, que no final o derrota. Rin é oferecido para dar o golpe mortal de vingança, enquanto Kagehisa avisa Manji que seus filhos virão atrás dele. Apesar de seus ferimentos, Manji sobrevive à batalha.

## Elenco
- Takuya Kimura como Manji[5]
- Hana Sugisaki como Rin Asano
- Sota Fukushi como Kagehisa Anotsu[6]
- Hayato Ichihara como Shira

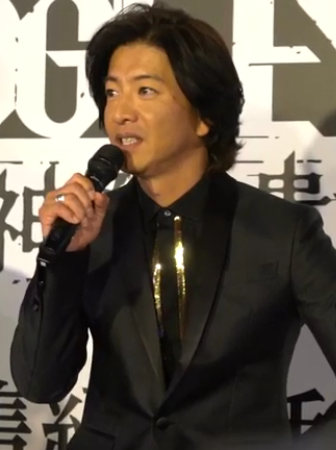
Takuya Kimura interpretou o personagem principal, Manji

- Erika Toda como Makie Otono-Tachibana
- Kazuki Kitamura como Sabato Kuroi
- Chiaki Kuriyama como Hyakurin
- Shinnosuke Mitsushima como Taito Magatsu
- Ichikawa Ebizō XI como Eiku Shizuma
- Min Tanaka como Kagimura Habaki
- Tsutomu Yamazaki como Kensui Ibane

## Produção

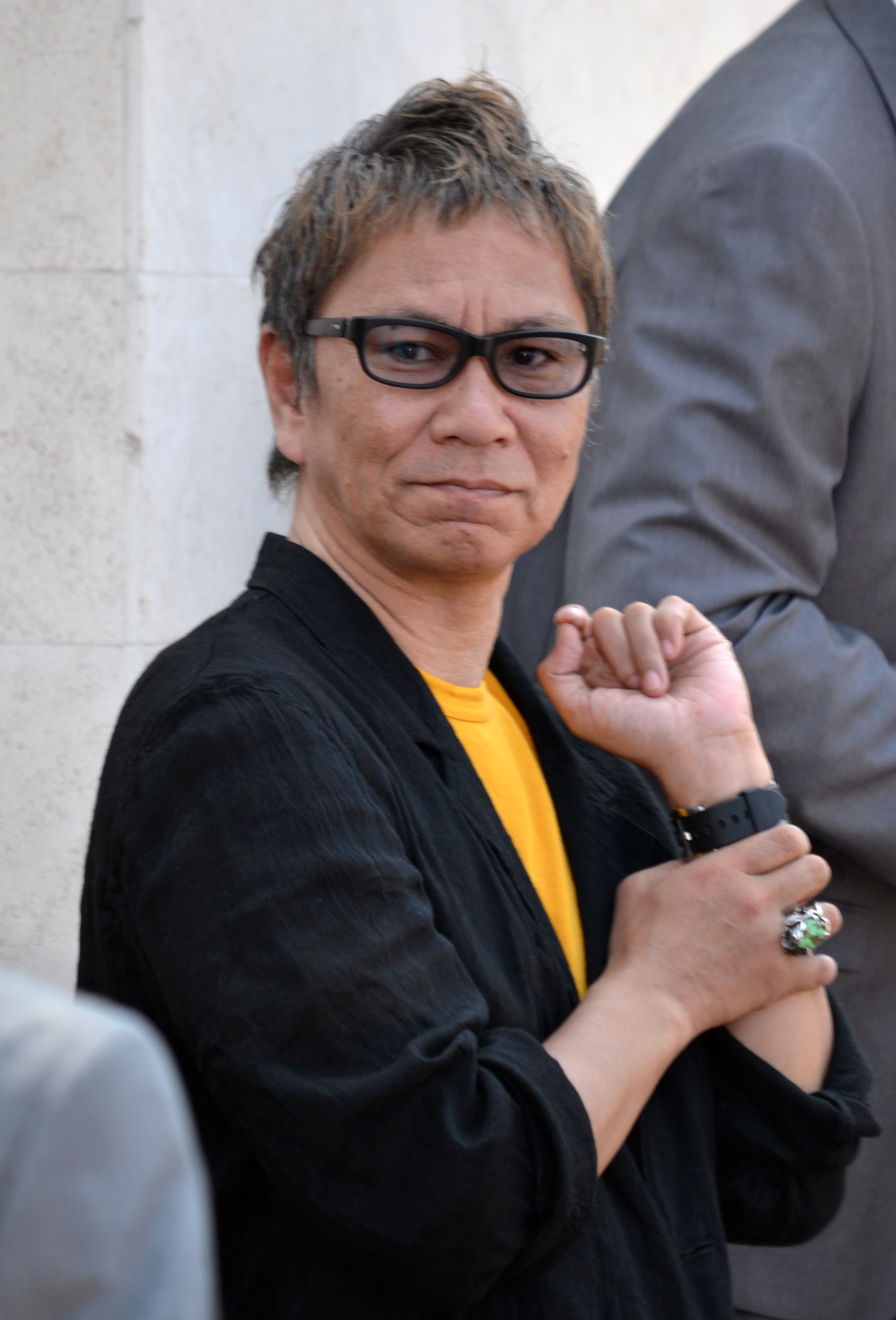
O diretor Takashi Miike atingiu seu centésimo trabalho com o filme

O filme foi produzido e anunciado como o 100º filme da carreira de Miike. Ele afirmou que não tinha conhecimento desse feito, pois afirma que estava sempre ocupado desenvolvendo filmes, contudo se sentiu satisfeito com o fato de Blade of the Immortal ser seu 100º filme. Miike queria fazer um filme de samurai pois sentia falta desse gênero no Japão, além do tempo que Blade of the Immortal terminou sua serialização quando ele considerou pegar sua história para adaptá-la como um filme.
Os temas da vingança explorados no longa foram algo que Miike fez paralelo com sua própria carreira, pois ambos parecem não chegar a uma conclusão. Miike observou que um dos maiores desafios de adaptar o mangá foi a grande quantidade de personagens apresentados na história e como Manji muitas vezes não estava presente. Como resultado, Miike decidiu que o material deveria condensar o enredo do mangá original para fazer uma história de filme adequada. Ele foi atraído pelo trabalho de Samura baseado em sua manipulação de personagens, como os vilões, que oferecem uma caracterização realista, com Manji sendo o "herói sombrio", além da arte detalhada do mangá. A cena final da luta foi a parte mais difícil segundo o estúdio e foi feita em Kyoto. No entanto, ele sentiu que todos os atores estavam comprometidos com seus personagens durante as filmagens.
O recurso especial intitulado de "Mangi and the 300" indica que a hiperviolência de Blade of the Immortal foi baseada em parte na versão cinematográfica de 300. Foi anunciado em outubro de 2015. Miike se interessou pelo mangá de Samura e, portanto, queria criar um produto que agradasse ao autor do mangá. Ele ficou mais impressionado com as ideias reversas em relação aos temas "luz" e "escuridão", explicando que os personagens principais não tinham um apelo estereotipado comumente encontrado na ficção.
Miike escalou Kimura para o papel, pois o achou adequado devido à vida pessoal de Kimura e às diferenças que ele tem com os outros membros do grupo musical SMAP. Além disso, como Kimura também era popular no fandom japonês por mais de duas décadas na época em que o filme foi feito, ele sentiu que seu apelo atrairia um público maior. Ao pensar originalmente em Kimura interpretando o papel de Manji, Miike recebeu comentários negativos de seus colegas de trabalho afirmando que o ator não o faria. No entanto, Miike ainda achava que, devido à experiência de Kimura em filmes, ele era adequado para desempenhar o papel principal no filme. Ele afirmou ainda que, para conseguir isso no filme, "usar o personagem de Manji foi absolutamente fundamental". Ele disse que escolheu pessoalmente Kimura, "uma superestrela que fez a transição da era Showa para a era Heisei", como "o membro mais forte do mundo da Gangue Miike, a escola de luta Ittō-ryū de nossa indústria cinematográfica".
Kimura expressou vários pensamentos sobre sua atuação como Manji, como ele lida com a maquiagem e as sequências de ação. Kimura sofreu um grande ferimento durante as filmagens, o que o impediu de andar por vários dias. Hana Sugisaki foi escalada para o papel de Rin Asano, baseado em um comercial de TV de comida chinesa instantânea. Miike descobriu que a atriz fez um trabalho de justificativa no comercial, inspirando-a para tanto entusiasmo. A música tema do filme, "Live to Die Another Day", é interpretada por Miyavi, quem Miike observou que tinha um bom relacionamento com Kimura devido a suas carreiras semelhantes.

## Lançamento
Blade of the Immortal foi lançado nos cinemas no Japão pela Warner Bros. Pictures em 29 de abril de 2017. A Variety afirmou que o filme arrecadou US $ 6,73 milhões no mercado interno, o que foi descrito como "decepcionante".
O Blu-ray e o DVD Set Premium Edition venderam inicialmente 8.930 cópias, alcançando o terceiro lugar no ranking geral de discos Blu-ray. A edição regular ficou em 11o, com 2.326 cópias vendidas. O DVD Deluxe Edition vendeu 8.896 cópias. A edição deluxe do Blu-ray vendeu 20.383 cópias.

## Recepção
O site de agregação de críticas Rotten Tomatoes dá ao filme uma classificação de aprovação de 86%, com base nas resenhas de 93 críticos com uma classificação média de 7 em 10. O consenso crítico do site diz: "Blade of the Immortal destaca o talento de Takashi Miike para a violência balética, combinando o que oferece em estrita originalidade com ricas caracterizações e emoções cinéticas". O filme tem uma pontuação de 72 em 100 no Metacritic (baseado em 26 críticos), indicando "críticas geralmente favoráveis".
Os críticos se concentraram na grande quantidade de ação. Jordan Hoffman, do The Guardian, deu ao filme quatro estrelas de cinco, observando que "a diversão realmente brilha quando o filme se deleita com as armas bizarras: enormes espadas de dupla ponta, um machado que mais parece uma bigorna afiada, lâminas presas a cajados, lâminas presas a correntes, shurikens para todas as ocasiões, etc", completando: "se você quer ver um filme bizarro e ocasionalmente nauseante de um samurai num banho de sangue este ano, é esse o filme" Harry Windsor, do The Hollywood Reporter, achou o filme "menos memorável" do que um dos trabalhos anteriores do diretor, 13 assassins, mas, segundo ele, "há ainda pontos positivos, especialmente para aqueles que gostam de lutas de espada longas, mas habilmente coreografadas com desmembramentos regulares e sangrentos". A revista Variety o descreveu como um filme diferente dos outros de samurai de Miike pela grande quantidade de violência nele, ao mesmo tempo que elogia a grande quantidade de lutas. O enredo foi notado por ter uma variedade de elementos sobrenaturais, a fim de se concentrar em batalhas, com o escritor do filme o considerando ser do gênero chanbara.
Outra comparação baseada nos poderes sobrenaturais de Manji foi feita por Blu Ray, mas em vez de Logan, o filme Highlander de 1986 devido ao retrato de lutadores imortais. O Japan Times elogiou muito o trabalho de Kimura por suas cenas emocionais e físicas, apesar de não estar em seu auge no filme, comparando-o a Tom Cruise. Embora IGN tenha criticado a jornada de Manji e Rin por serem uma desculpa para lutar contra uma grande quantidade de personagens, o crítico gostou de seu relacionamento, comparando-os a Logan como The Guardian ao mesmo tempo em que estava ciente da ideia de vingança.
Em maio de 2017, Hiroaki Samura declarou que rejeitou as adaptações de Hollywood para live-action devido às mudanças que os ocidentais tendem a fazer. Em relação ao filme de Miike, ele disse:
| “ | Quando uma adaptação cinematográfica é feita, ela é frequentemente criticada pelos fãs do original, mas, ao contrário, eu me divirto mais quando correções são feitas. Como um filme, ele foi concluído com qualidade perfeita. Acho que foi feito como eu esperava. | ” |

## Indicações
| Prêmio                        | Categoria                             | Nomeado       | Resultado |
| ----------------------------- | ------------------------------------- | ------------- | --------- |
| 12º Prêmio de Cinema Asiático | Melhor atriz coadjuvante              | Hana Sugisaki | Indicado  |
| Austin Film Critics           | Categoria de Melhor Filme Estrangeiro | Filme         | Indicado  |